# Паола Сантагостино
Пàола Сàнтагостино (на италиански: Paola Santagostino) е италиански психотерапевт, лектор и писателка на бестселъри в жанра книги за самопомощ в областта на отношенията и възпитанието на децата.

## Биография и творчество
Паола Сантагостино е родена в Италия.
През 1980 г. започва да работи като психотерапевт, специализиран в психосоматичната медицина. В периода 1980-1991 г. е член на Института „Ридза“, където преподава в курсове за специализация за лекари и психолози и е член на научния комитет на списанието на института „Ридза Псикосоматика“. Извършва обемни проучвания върху историята на психосоматичната медицина и върху тълкуванията на различните патологии, дадени от основните международни психоаналитични училища. Публикува множество статии по темата.
Развива собствен метод за психотерапия, наречен „приказна терапия“, на физически заболявания, както теоретично, така и практически. Въз основа на лични анализи и клинични случаи разширява психотерапията за лечение на разстройства, които не са изключително психосоматични. През 1991 г. започва да прави курсове и семинари за предоставяне на техники за преодоляване на физически или емоционален дискомфорт, разбирането на смисъла на болестта и автотерапията, вкл. използване на цветове и изображения в помощ на лечението. Специализира психологическо консултиране по проблемите на юношите.
През 1997 г. е публикувана първата ѝ книга Come Raccontare una Fiaba (“Как да разкажеш приказка“), която е насочена към родителите, които искат да разказват приказки на деца, и към учители, които възнамеряват да ги използват в клас като инструмент за преподаване.
През 1998 г. е издадена книгата ѝ „Въпросите на децата и как да им отговаряме“, а през 2000 г. книгата „Как да отгледаме дете, уверено в себе си“. Провежда курсове и семинари за родители и учители, както и на педагогическите съвети, за представяне на описаните в книгите методи.
В периода 2000-2003 г. работи в чужбина. В периода 2002-2003 г. публикува статии за употребата на цветовете в дома, училища и болници, и води рубриката „Цветна психология“ за списание „Казавива“.
През 2004 г. възобновява дейността си в Италия публикувайки редица книги – „Лечение с приказка“, „Какво е психосоматична медицина“ и „Цветът у дома“.
През 2007 г. започва да провежда общи и индивидуални курсове по философско консултиране.
Паола Сантагостино живее със семейството си край Милано.

## Произведения
- Come Raccontare una Fiaba... e Inventarne Cento Altre (1997)
- I Perché dei nostri bambini: Come dare le risposte giuste (1998)
Въпросите на децата и как да им отговаряме, изд.: ИК „Тара“, София (2013), прев. Венета Харкова
- Come crescere un bambino sicuro di sé... E rafforzare la sua autostima (2000)
Как да отгледаме дете, уверено в себе си, изд.: ИК „Тара“, София (2008), прев. Венета Харкова
- Guarire con una fiaba: Usare l'immaginario per curarsi (2004)
- Che Cos'è la Medicina Psicosomatica (2005)
- Un Nino Seguro de Si Mismo (2006)
- Il Colore in Casa (2006)
- Le Domande dei Bambini (2008)